# Exocentrus ceylanicus
Exocentrus ceylanicus là một loài bọ cánh cứng trong họ Cerambycidae.